# Croftbreen
De Croftbreen is een gletsjer op het eiland Nordaustlandet, dat deel uitmaakt van de Noorse eilandengroep Spitsbergen.
De gletsjer is vernoemd naar Noel Andrew Cotton Croft (1906-), een lid van de expeditie van 1935-1936.

## Geografie
De gletsjer ligt in Gustav-V-land en is zuidwest-noordoost georiënteerd. Hij komt vanaf de ijskap Vestfonna en mondt uit in het Rijpfjorden.
Op ongeveer vijf kilometer naar het noordwesten ligt de gletsjer Rijpbreen, op ongeveer 25 kilometer naar het zuidoosten liggen de gletsjers Winsnesbreen en Flòtbreen en op ongeveer 25 kilometer naar het zuidwesten ligt de gletsjer Bodleybreen.